# Nicolás Mancilla
Nicolás Ramón Mancilla Hidalgo (n. Quinta Normal, Región Metropolitana de Santiago, Chile, 7 de octubre de 1993) es un futbolista chileno, juega de defensa central y actualmente milita en Magallanes de la Primera B de Chile.

## Trayectoria
Surgió de las divisiones inferiores de Universidad de Chile A los 12 años, y luego de un fallido intento, se integró a Unión Española.
Mancilla, tras un buen pasar en las categorías inferiores de su club siendo capitán durante los campeonatos juveniles y durante la disputa de la Segunda División junto a la filial del equipo, llegó a ser ascendido al primer equipo en la pretemporada de 2012, logrando hacer su debut con 18 años de edad.
Fue cedido por su club Unión Española a Iberia de Los Ángeles para el campeonato 2014. En mayo de 2015 se incorporó nuevamente a Unión Española donde hasta el año 2017 tuvo algunas participaciones en Primera División y en Copa Libertadores.
Nicolás, tras no tener una continuidad deseada parte a préstamo por todo el año 2018 al equipo Rangers de Talca. Mancilla fue titular indiscutido durante su estadía en el club, llegando a ser proclamado capitán del equipo por el D.T. de aquel entonces, Leonardo Zamora.
El central vuelve a Unión Española en el año 2019, esta vez al mando del equipo el D.T. Fernando Díaz durante el primer semestre y, Ronald Fuentes en el segundo semestre (tras despido de Fernando Díaz). Nano Díaz, tras no considerar por algunos meses a Nicolás, lo termina utilizando en las fase previa de Copa Sudamericana, en el partido que Unión se enfrentó a Sporting Cristal y también en participaciones del campeonato chileno.

## Selección nacional
A fines del año 2011, fue nominado un partido amistoso contra Estados Unidos, a cargo del DT Marcelo Bielsa, para el 21 de diciembre para la Selección Chilena y en diciembre del 2011, con Claudio Borghi en la banca, para enfrentar a la Selección Paraguaya. La nómina chilena, estaba compuesta por jugadores sub-25 y Mancilla era uno de los primerizos. El partido finalizó 3:2 en favor del combinado chileno, pero sin la presencia en cancha del jugador.

## Estadísticas
| Club                      | Div.          | Temporada     | Liga  | Liga  | Copas nacionales | Copas nacionales | Torneos internacionales | Torneos internacionales | Total | Total |
| Club                      | Div.          | Temporada     | Part. | Goles | Part.            | Goles            | Part.                   | Goles                   | Part. | Goles |
| ------------------------- | ------------- | ------------- | ----- | ----- | ---------------- | ---------------- | ----------------------- | ----------------------- | ----- | ----- |
| Unión Española II · Chile | 3.ª           | 2012          | 4     | 0     | —                | —                | —                       | —                       | 4     | 0     |
| Unión Española II · Chile | 3.ª           | 2013          | 4     | 0     | —                | —                | —                       | —                       | 4     | 0     |
| Unión Española II · Chile | 3.ª           | 2013-14       | 6     | 0     | —                | —                | —                       | —                       | 6     | 0     |
| Unión Española II · Chile | Total club    | Total club    | 14    | 0     | 0                | 0                | 0                       | 0                       | 14    | 0     |
| Unión Española · Chile    | 1.ª           | 2013          | 1     | 0     | —                | —                | —                       | —                       | 1     | 0     |
| Unión Española · Chile    | 1.ª           | 2013-14       | 13    | 0     | —                | —                | —                       | —                       | 13    | 0     |
| Unión Española · Chile    | 1.ª           | 2014-15       | —     | —     | 1                | 0                | —                       | —                       | 1     | 0     |
| Iberia · Chile            | 1.ª           | 2014-15       | 25    | 0     | —                | —                | —                       | —                       | 25    | 0     |
| Iberia · Chile            | Total club    | Total club    | 25    | 0     | 0                | 0                | 0                       | 0                       | 25    | 0     |
| Unión Española · Chile    | 1.ª           | 2015-16       | 13    | 1     | 6                | 0                | —                       | —                       | 19    | 1     |
| Unión Española · Chile    | 1.ª           | 2016-17       | 10    | 0     | 6                | 0                | —                       | —                       | 16    | 0     |
| Unión Española · Chile    | 1.ª           | 2017          | 1     | 0     | 1                | 0                | 1                       | 0                       | 3     | 0     |
| Rangers de Talca · Chile  | 1.ª           | 2018          | 11    | 0     | 2                | 1                | —                       | —                       | 13    | 1     |
| Rangers de Talca · Chile  | Total club    | Total club    | 11    | 0     | 2                | 1                | 0                       | 0                       | 13    | 1     |
| Unión Española · Chile    | 1.ª           | 2019          | 9     | 0     | 2                | 0                | 2                       | 0                       | 13    | 0     |
| Unión Española · Chile    | 1.ª           | 2020          | 10    | 0     | —                | —                | —                       | —                       | 10    | 0     |
| Unión Española · Chile    | 1.ª           | 2021          | 13    | 0     | 3                | 0                | —                       | —                       | 16    | 0     |
| Unión Española · Chile    | 1.ª           | 2022          | 2     | 0     | —                | —                | 1                       | 0                       | 3     | 0     |
| Unión Española · Chile    | Total club    | Total club    | 72    | 1     | 19               | 0                | 4                       | 0                       | 95    | 1     |
| Ñublense · Chile          | 1.ª           | 2022          | 2     | 0     | 0                | 0                | —                       | —                       | 2     | 0     |
| Ñublense · Chile          | 1.ª           | 2023          | 0     | 0     | 0                | 0                | —                       | —                       | 0     | 0     |
| Ñublense · Chile          | Total club    | Total club    | 2     | 0     | 0                | 0                | 0                       | 0                       | 2     | 0     |
| Total carrera             | Total carrera | Total carrera | 124   | 1     | 21               | 1                | 4                       | 0                       | 149   | 2     |
| 1. 2. 3.                  |               |               |       |       |                  |                  |                         |                         |       |       |